# Находкінське організоване злочинне угруповання
Находкінське (Вепсовське) організоване злочинне угруповання — велике злочинне угруповання, яке діяло в 1992-1994 роках на території Находки Приморського краю.

## Створення угруповання
Засновники угруповання, Юрій Давидкин і Андрій Витірайлов на прізвисько «Вепс», звільнилися з місць позбавлення волі в 1992 році. У 1988 році вони були засуджені до 8 років позбавлення волі кожен, але з невідомих причин відсиділи лише три роки. Давидкин і Витірайлов володіли чималим кримінальним авторитетом.
Давидкин і Витірайлов були уродженцями Находки. Повернувшись до рідного міста, вони виявили, що за минулий з моменту їх посадки час він сильно змінився - кругом були приватні магазини і фірми, іномарки, в порту було дуже багато іноземних торгових суден, а китайці та корейці всюди відкрили свої намети.
Лідером чеченського угруповання, якій судилося стати основним противником угруповання Андрія Витірайлова, був Асланбек Хатуев, людина досить освічена, який мав вищу освіту за спеціальністю «історик». В кінці 1980-х років він переїхав з Грозного в Находку, купив нерухомість і перевіз туди численних родичів. Незабаром, коли в Находці указом Президії Верховної Ради СРСР була створена вільна економічна зона, Хатуев першим взяв під контроль морський порт міста, а також більшу частину торгово-посередницьких фірм. В результаті значна частина ділового життя Находки, через яку проходили величезні гроші, виявилася в руках кавказької діаспори.
Дана Самовстановлення угруповання знайшла гарячу підтримку у багатьох російських в місті, в тому числі як у звичайних його жителів, так і у досить впливових. Швидко зорієнтувавшись в ситуації, Витірайлов і Давидкин організували своє угруповання, метою існування якої стало взяття міста в свої руки. Штабом угруповання стало невелике кафе «Молодіжне», розташоване на вулиці Молодіжній в Находці. Витірайлов і Давидкин щодня збирали тут членів угруповання для обговорення поточних питань. Цілодобово в кафе чергували спеціальні бригади, які були готові в будь-який час виконати будь-яке завдання. Угруповання стала швидко набирати вагу, в тому числі і в очах вельми впливових людей міста, навіть у чиновників і співробітників міліції. Збереглися касетні записи, які недвозначно вказують на те, що і перші, і другі часто зверталися до бандитам за допомогою в деяких питаннях.

## Війна з чеченцями
У грудні 1992 року відбувся перший конфлікт між людьми Вепс і Хатуева. Тоді невідомими кілерами були розстріляні наближені останнього Набієв і мага. Вбивство залишилося нерозкритим.
Удару у відповідь чеченці завдали в березні 1993 року - один з членів угруповання був розстріляний з автомата. Вбивство також залишилося нерозкритим, проте вже на похоронах бандита можна було почути, що його вчинили чеченці.
Хатуев незабаром знайшов підтримку в особі великої організованого злочинного угруповання Євгена Романова. Об'єднавшись, вони стали серйозною загрозою для угруповання Вепс. Навесні 1993 року Давидкин поїхав у справах до Москви, а через кілька днів його тіло було виявлено на одній зі столичних вулиць.
8 травня 1993 року у Владивостоцькому аеропорту люди Витірайлова на чолі з самим Вепс повинні були зустріти труну з тілом Давидкин. Як виявилося згодом, на привокзальній площі вони зіткнулися з людьми з угруповання Романова. Вбивця, колишній членом його угруповання, і труну прилетіли одним і тим же рейсом. Коли Витірайлов зауважив вбивцю, він все зрозумів, і наказав відкрити вогонь по «Романовським». Ті почали стріляти у відповідь. Розбирання сталася на очах у сотень людей. Відстрілявшись, бандити підхопили убитих і поранених, вскочили в машини і роз'їхалися. Міліціонер, який чергував в аеропорту, спробував наздогнати втікачів, але не зумів. Через деякий час на узбіччі однієї з доріг під Находкою був виявлений мікроавтобус, в якому зникли бійці Романа. У ньому залишилися пістолет і простреленою в декількох місцях куртка вбитого члена «Романівської» угруповання. Слідство у справі про розбиранні на привокзальній площі швидко зайшло в глухий кут, тому що її учасників ніхто не впізнав.
Вепс вирішив особисто брати участь в акціях відплати. 31 травня 1993 в центрі міста, серед білого дня, він разом з декількома членами свого угруповання, обстріляв двох чеченців. Обидва вони отримали важкі вогнепальні поранення, але залишилися живі.
Не задовольнившись результатами акції, в червні 1993 року Витірайлов послав цілу бригаду з завданням - обов'язково вбити кого-небудь з чеченців. 28 червня 1993 року в вулиці 25-річчя Жовтня бандити обстріляли з автоматів машину з кавказцями. В результаті один з них загинув, ще двоє були поранені.
Серед встановлених зв'язків Витірайлова з місцевими політиками був, наприклад, керівник місцевого відділення соціал-демократичної партії (згодом - СПС) Віктор Аксінін. Використовуючи свої контакти, він допомагав Витірайлову встановлювати зв'язки в адміністрації міста і з найбільш успішними бізнесменами. За сприяння Аксініна члени угруповання відкривали свої фірми, отримували кредити в міських банках.
Восени 1993 року настав момент вирішального бою між угрупованнями. Спочатку будинок Хатуева обкидали гранатами, але господар залишився живий, після чого обгородив його триметровим парканом. 22 жовтня 1993 року дещо членів угруповання на чолі з якимось Бачуріним захопили брата Хатуева і двох випадкових свідків і вивезли їх у орендований заздалегідь гараж. Жертви зуміли втекти. 26 жовтня пов'язаного з чеченцями бандита Шмуловіча вбили в ресторані «Залив Америка», улюбленому ресторані Витірайлова. Через тиждень в лазні № 5 міста Находка був убитий випадково опинився там чеченець Магомадов.
29 жовтня 1993 були проведені масові арешти членів угруповання, в тому числі був заарештований і Вепс, однак через якийсь час всі вони були випущені.
Незабаром в одному з мікрорайонів Находки бандити знову влаштували напад на чеченців. На очах сотень жителів навколишніх будинків вони оточили машину з трьома кавказцями і захопили їх. Після цього вони вивезли кавказців за місто, вбили їх і закопали. Під таким напором чеченці були змушені відступити.
Протягом декількох місяців 1994 угруповання Витірайлова фактично керувала життям Находки.